# Poissonnière (métro de Paris)
Pour les articles homonymes, voir Poissonnière.
Poissonnière est une station de la ligne 7 du métro de Paris, située en limite des 9e et 10e arrondissements de Paris.

## Situation
La station est implantée sous la rue La Fayette, à hauteur de son intersection avec la rue du Faubourg-Poissonnière. Orientée selon un axe nord-est/sud-ouest, elle s'intercale entre les stations Gare de l'Est (suivie d'un raccordement de service avec la ligne 5) et Cadet.

## Histoire
La station est ouverte le 5 novembre 1910 avec la mise en service du premier tronçon de la ligne 7 entre Opéra et Porte de la Villette.
Elle tient sa dénomination de la rue du Faubourg-Poissonnière qu’elle croise en son milieu, laquelle doit elle-même son nom au faubourg Poissonnière qu'elle traverse et faisait partie de l'ancien chemin des Poissonniers (dont le toponyme a également été donné à l'actuelle station Marcadet - Poissonniers sur les lignes 4 et 12), emprunté dès 1307 par les marchands de poissons pêchés dans la mer du Nord et acheminés jusqu'aux halles centrales de Paris de l'époque.
Dans le cadre du programme « Renouveau du métro » de la RATP, les couloirs de la station et l'éclairage des quais ont été rénovés le 9 décembre 2008.
Le 9 octobre 2019, la moitié des plaques nominatives sur les quais de la station sont provisoirement remplacées par la RATP afin de célébrer le 60e anniversaire d'Astérix et Obélix, comme dans onze autres stations. Faisant déjà référence à l'Antiquité, le nom de Poissonnière est inchangé, mais les nouvelles pancartes sont stylisées entre autres par l'emploi de la typographie caractéristique de la bande dessinée de René Goscinny et Albert Uderzo, et affublées d'un personnage de la série, Ordralfabétix en l'occurrence, poissonnier du village gaulois d'Astérix et Obélix.

### Fréquentation
Selon les estimations de la RATP, la station a vu entrer 3 466 034 voyageurs en 2019, ce qui la place à la 139e position des stations de métro pour sa fréquentation. En 2020, avec la crise du Covid-19, son trafic annuel tombe à 1 686 977 voyageurs, la reléguant alors au 149e rang, avant de remonter progressivement en 2021 avec 2 306 725 entrants comptabilisés, ce qui la classe alors à la 148e position des stations du réseau pour sa fréquentation cette année-là.

## Services aux voyageurs

### Accès
La station dispose de trois accès :
- l'accès 1 « Rue La Fayette », constitué d'un escalier fixe doublé d'un escalier mécanique montant, agrémenté d'un mât avec un « M » jaune inscrit dans un cercle, débouchant sur le terre-plein central entre la rue La Fayette, la rue du Faubourg-Poissonnière et l'amorce de la rue de Bellefond ;
- l'accès 2 « Rue de Chabrol », constitué d'un escalier fixe également muni d'un mât « M » jaune, se trouvant face au no 98 de la rue la Fayette ;
- l'accès 3 « Rue du Faubourg-Poissonnière », constitué d'un escalier fixe, se situant au droit du no 96 de la rue la Fayette.

Accès à la station
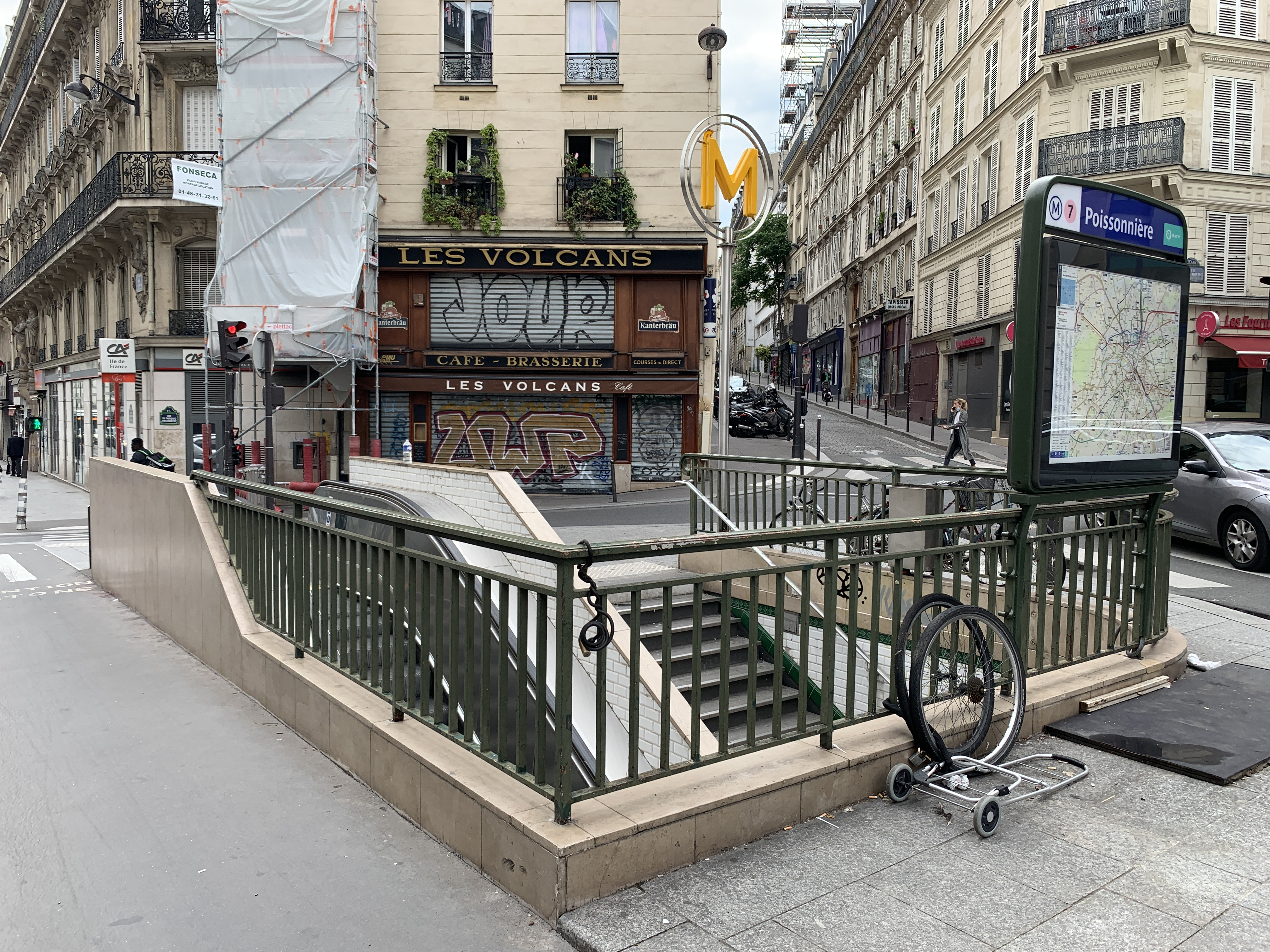
L'accès no 1 « Rue La Fayette ».
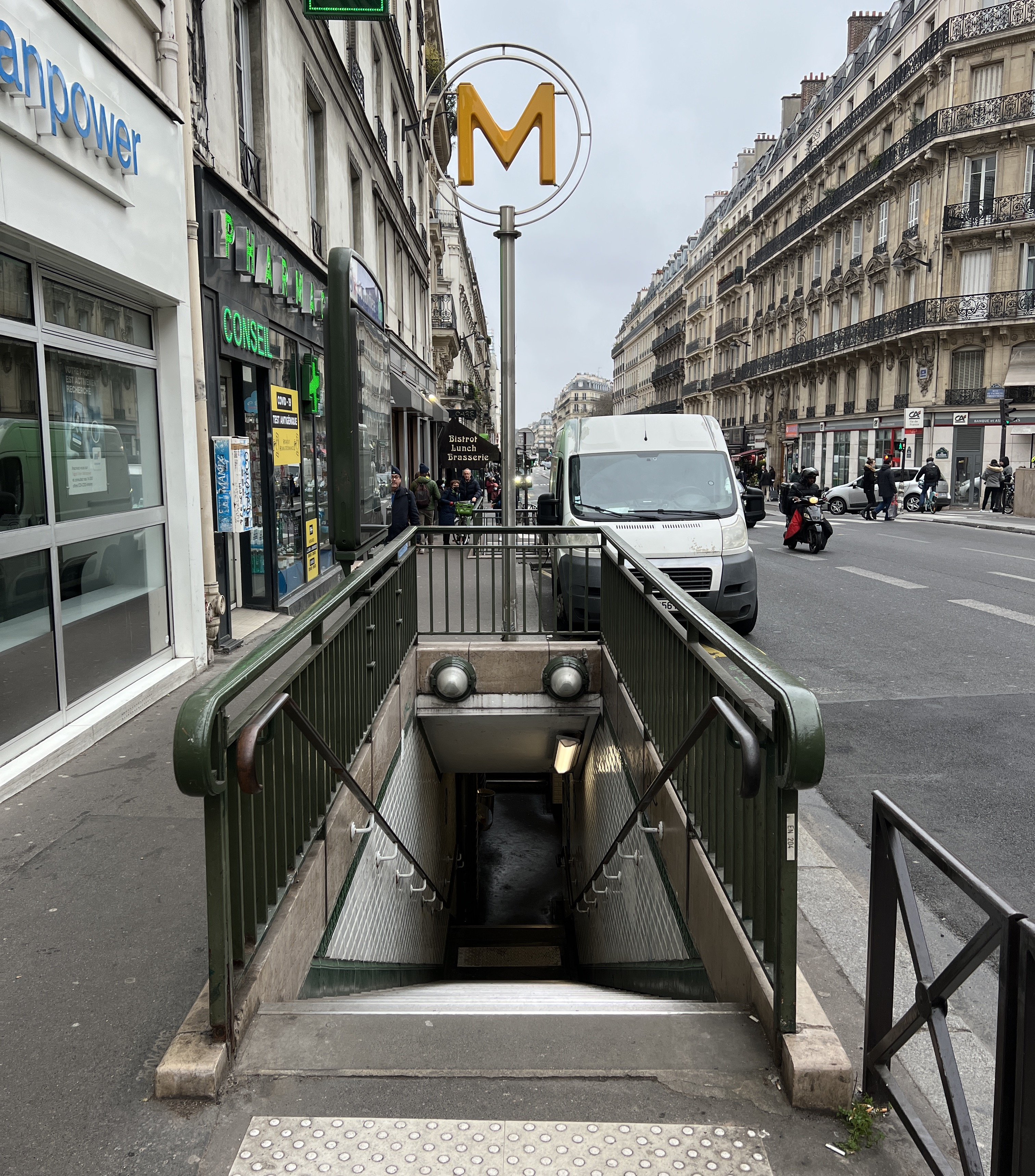
L'accès no 2 « Rue de Chabrol ».
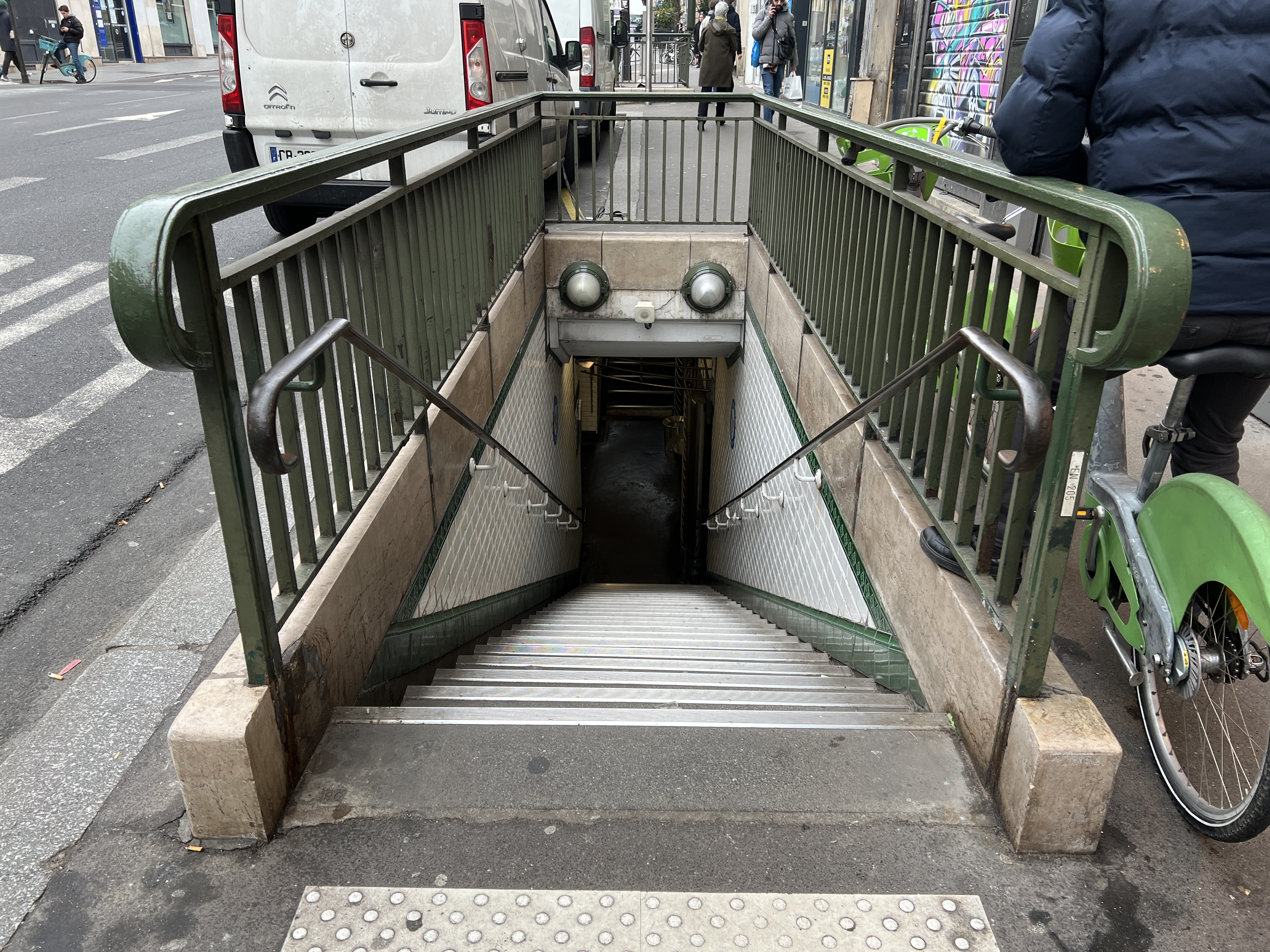
L'accès no 3 « Rue du Faubourg-Poissonnière ».

### Quais
Poissonnière est une station de configuration standard ; elle possède deux quais, d'une longueur de 75 mètres, séparés par les voies du métro situées au centre et la voûte est elliptique. La décoration est du style utilisé pour la majorité des stations du métro : les bandeaux d'éclairage sont blancs et arrondis dans le style « Gaudin » du renouveau du métro des années 2000, et les carreaux en céramique blancs biseautés recouvrent les piédroits, la voûte ainsi que les tympans. Les cadres publicitaires sont métalliques et le nom de la station est inscrit en police de caractères Parisine sur des plaques émaillées. Les sièges sont de style « Motte » de couleur jaune.

### Intermodalité
La station est desservie par les lignes 26, 32, 43 et 45 du réseau de bus RATP.

## À proximité
- Lycée Lamartine
- Square Montholon
- Square Aristide-Cavaillé-Coll
- Église Saint-Vincent-de-Paul
- Le Manoir de Paris (fermé en 2021)